# Niżankowice (Polska)
Niżankowice (do 14 lutego 1934 Dziadaki) – wieś w Polsce położona w województwie łódzkim, w powiecie pajęczańskim, w gminie Działoszyn.
W latach 1975–1998 miejscowość administracyjnie należała do województwa sieradzkiego.

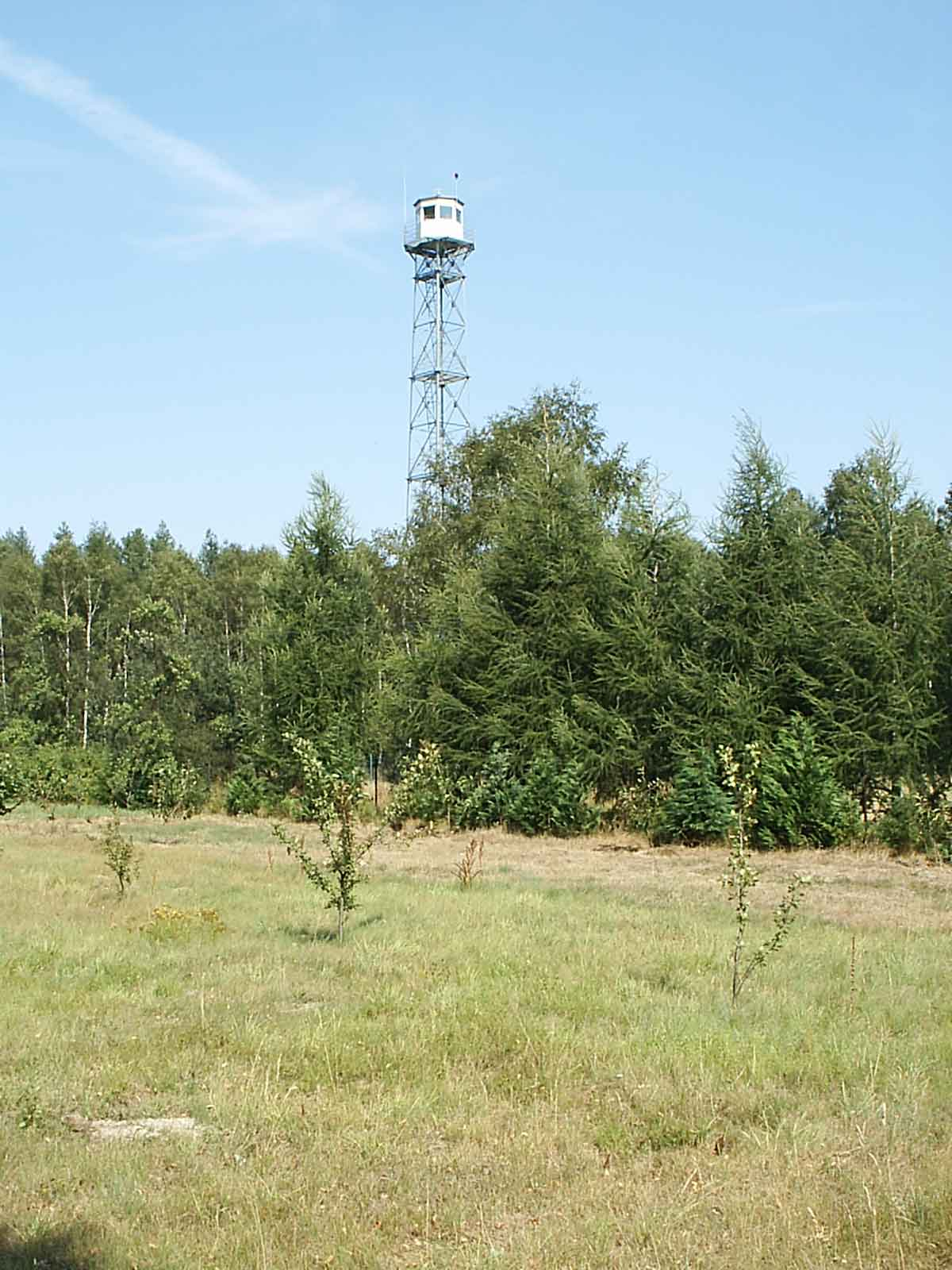
Wieża przeciwpożarowa w Niżankowcach

## Nazewnictwo osady Niżankowice
Jako wieś Dziadaki znane od ok. 1830 r., chociaż od 1935 r. występują pod nową nazwą, nadaną na pamiątkę starosty wieluńskiego Tadeusza Niżankowskiego. Według danych z 1902 roku jako jedyna miejscowość na całym obszarze ZPK miała szkołę. W czasie II wojny światowej nazwane Grundau.